# Leptotyphlops distanti
Leptotyphlops distanti — вид змій родини струнких сліпунів (Leptotyphlopidae). Мешкає в Південній Африці. Вид названий на честь англійського ентомолога Вільяма Лукаса Дістанта.

## Поширення і екологія
Leptotyphlops distanti мешкають на північному сході Південно-Африканської Республіки, на півдні Мозамбіку та в сусідніх районах Есватіні. Вони живуть на луках і в саванах, на висоті від 250 до 1600 м над рівнем моря. Ведуть риючий спосіб життя. Відкладають яйця.